# Wiene
Wiene is een buurtschap in de gemeente Hof van Twente, in Twente binnen de Nederlandse provincie Overijssel.
De buurtschap omvat het landelijke gebied tussen Delden, Goor en Bentelo.
Kenmerkend voor deze plattelandsbuurtschap is het Twentse houtwallenlandschap. Wiene wordt doorsneden door het Twentekanaal en de spoorlijn Zutphen - Glanerbrug, waaraan het een periode lang een eigen stopplaats had, stopplaats Wiene. De buurtschap heeft een sterk agrarisch karakter.
Sociaal is Wiene verweven met de buurtschap Het Zeldam. Er bestaan gezamenlijke verenigingen voor beide buurtschappen. Het jaarlijkse Zomerfeest wordt gezamenlijk georganiseerd.
Kerkelijk gezien behoort een klein deel van Wiene tot de parochie van de HH. Petrus en Paulus te Goor en het overige deel tot de parochie van de H. Blasius in Delden.
Voor werk en inkopen zijn de inwoners van de buurtschap aangewezen op de omliggende dorpen en de steden Goor en Delden.

## Geschiedenis
Wiene heette oorspronkelijk Wedehoen of Weddehoen en omvatte toen ook de huidige buurtschap Zeldam. Het was een buurschap en marke in het richterambt Delden. In Wedehoen lag een van de zeven landsheerlijke hoven van Twente, de Hof Wedehoen.
Verder lagen Wiene vroeger de landhuizen Duis en Langenhorst.